# King Arthur: Excalibur Rising
King Arthur: Excalibur Rising és una pel·lícula de fantasia britànica amb influències històriques de llegendes artúriques dirigida per Antony Smith. És protagonitzada per Adam Byard, Annes Elwy, Gavin Swift, Nicola Stuart-Hill i Simon Armstrong. S'ha doblat al català.